# خرافية
خُرَفِية (الاسم العلمي: Chimaeridae)، فصيلة أسماك بحرية من رتبة الخرافيات.
توجد في المياه البحرية المعتدلة والمدارية في جميع أنحاء العالم. معظم الأنواع تعيش على أعماق أقل من 200 م (660 قدمًا)، [2] ولكن يمكن العثور على القليل منها، لا سيما سمكة الجرذ المرقطة وسمكة الأرانب، محليًا في أعماق ضحلة نسبيًا. يتراوح طولها من 38 إلى 150 سم (1.25 إلى 4.92 قدمًا)، اعتمادًا على الأنواع.